# 喀斯喀特-奇皮塔公園 (科羅拉多州)
喀斯喀特-奇皮塔公園（英語：Cascade-Chipita Park）是位於美國科羅拉多州艾爾帕索縣的一個人口普查指定地區。

## 地理
喀斯喀特-奇皮塔公園的座標為38°55′15″N 104°59′29″W / 38.92083°N 104.99139°W，而該地最高點為海拔高度2376米（即7795英尺）。

## 人口
根據2010年美國人口普查的數據，喀斯喀特-奇皮塔公園的面積為34.90平方千米，均為陸地。當地共有人口1655人，而人口密度為每平方千米47人。